# Schüttoff L 200
Die Schüttoff L 200  ist ein Motorradmodell des Chemnitzer Werkzeugmaschinen- und Motorradbauers Schüttoff. Für den Mehrheitsaktionär Motorenwerke J. S. Rasmussen aus Zschopau wurde es als DKW Spezial 200 vertrieben.

## Technik
Ab 1928 hatten die Zschopauer Motorenwerke bereits die Aktienmehrheit an der Schüttoff A.-G. und ab 1929 wurden DKW-Motoren in Schüttoff-Motorräder eingebaut. Zentrale Teile der L 200 fertigten beide Unternehmen.
Das Modell hat einen unten offenen Rohrrahmen, in dem mittragend der Motor sitzt und den Rahmen „überbrückt“. Bei Produktionsbeginn war die Parallelogrammgabel noch aus Rohrprofilen gefertigt, später aus Pressstahlprofilen. Eine Primärkette leitet die Kraft an ein handgeschaltetes Dreiganggetriebe. Ein langer Schalthebel greift hier direkt am Getriebe an. Das Hinterrad wird über eine Kette angetrieben. Am Gepäckträger befinden sich beidseitig Kästen für das Bordwerkzeug. Rahmen und Vorderbau waren einheitlich schwarz lackiert. Auf Kundenwunsch konnte ein Soziussitz geliefert werden. Die Luxus-Ausführung hatte ab Werk einen elektrischen Anlasser (Dynastart).
Im kurzen Produktionszeitraum hatte DKW in dieser Hubraumklasse lediglich die Modelle E 200 und Luxus 200 im Angebot, beide mit Zweiganggetriebe. Man nahm die L 200 als Spezial 200 ins Angebot, „um auch den Interessenten dienen zu können, die großen Wert auf eine steuer- und führerscheinfreie Maschine mit Dreiganggetriebe legen.“
Als Schüttoff L 200 waren Einstecktank und die Werkzeugkästen in einem Braunton lackiert, mit dem goldfarbenen Schüttoff-Schriftzug verziert sowie gleichfarbigen Zierlinien versehen. Als DKW Spezial 200 waren die Werkzeugkästen wie der Rahmen schwarz lackiert, der Tank dagegen in Dunkelrot und an beiden Seiten prangte das DKW-Markenlogo.
| Schüttoff L 200 bzw. DKW Spezial 200 | Schüttoff L 200 bzw. DKW Spezial 200                      |
| ------------------------------------ | --------------------------------------------------------- |
| Baujahre                             | 1928–1929                                                 |
| Motor                                | fahrtwindgekühlter Einzylinder-Zweitaktmotor, Kickstarter |
| Steuerung                            | Schlitzsteuerung                                          |
| Ladungswechsel                       | Querstromspülung                                          |
| Bohrung × Hub                        | 60 × 68 mm                                                |
| Hubraum                              | 192,3 cm³                                                 |
| Nennleistung                         | 4,5 PS (3,3 kW)                                           |
| Vergaser                             | Framo-E                                                   |
| Schmierung                           | Zweitaktgemisch 1 : 20                                    |
| Getriebe                             | 3-Gang-Getriebe, getrennt eingebaut                       |
| Endantrieb                           | Kette                                                     |
| Rahmenbauart                         | Rohrrahmen, unten offen                                   |
| Radstand                             | 1275 mm                                                   |
| Sitzhöhe                             | 680 mm                                                    |
| Radaufhängung vorn                   | Parallelogrammgabel mit Schraubenfeder                    |
| Radaufhängung hinten                 | Starrrahmen                                               |
| Bremsen                              | Innenbackenbremsen vorn und hinten                        |
| Leergewicht                          | 90 kg                                                     |
| Höchstgeschwindigkeit                | 75 km/h                                                   |
| Stückzahl                            | ca. 10.000                                                |